# Braunbauch-Springaffe
Der Braunbauch-Springaffe (Plecturocebus caligatus, Syn.: Callicebus caligatus) ist eine Primatenart aus der Unterfamilie der Springaffen innerhalb der Familie der Sakiaffen (Pitheciidae). Er ist eng mit dem Roten Springaffen verwandt und wird mit diesem manchmal zu einer Art zusammengefasst.

## Merkmale
Braunbauch-Springaffen sind wie alle Springaffen relativ kleine Primaten mit dichtem Fell. Dieses ist am Rücken und an der Außenseite der Gliedmaßen dunkelbraun, die Brust und der Bauch sind orange-braun gefärbt. Der buschige Schwanz ist länger als der Körper, er ist an der Schwanzwurzel dunkel und wird zur Spitze hin immer heller. Er kann wie bei allen Springaffen nicht als Greifschwanz verwendet werden. Der Kopf ist klein und rundlich. An der Stirn befindet sich ein auffälliger schwarzer Streifen, die langen Haare an den Backen und an der Kehle sind orangebraun.

## Verbreitung und Lebensraum

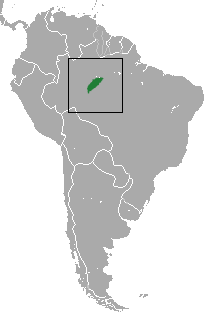
Verbreitungsgebiet (rot)

Braunbauch-Springaffen bewohnen ein relativ kleines Gebiet im Amazonasbecken in Brasilien. Es wird im Norden vom Amazonas, im Westen vom Rio Purus und im Süden und Osten vom Rio Madeira begrenzt. Ihr Lebensraum sind tropische Regenwälder.

## Lebensweise
Über die Lebensweise der Braubauch-Springaffen ist wenig bekannt. Sie sind tagaktive Baumbewohner, die sich auf allen vieren oder springend fortbewegen. Wie alle Springaffen dürften sie in monogamen Familiengruppen leben, in denen die Partner oft lebenslang zusammenbleiben. Sie bewohnen feste Reviere, auf die sie andere Tiere durch morgendliche Duettgesänge hinweisen. Ihre Nahrung besteht vorwiegend aus Früchten sowie in geringerem Ausmaß aus Blättern und anderen Pflanzenteilen sowie Insekten.

## Gefährdung
Diese Art bewohnt ein dünn besiedeltes Gebiet und ist darum laut IUCN nicht gefährdet (least concern).

## Systematik
Der Braunbauch-Springaffe ist eine von rund 30 Arten aus der Unterfamilie der Springaffen (Callicebinae). Er wurde 1842 durch den deutschen Zoologen Johann Andreas Wagner unter der wissenschaftlichen Bezeichnung Callicebus caligatus beschrieben und 2016 zusammen mit allen anderen Springaffen aus der cupreus-moloch-Artengruppe der neu eingeführten Gattung Plecturocebus zugeordnet.